# Magical Mystery Tour (film)
Magical Mystery tour är den tredje filmen av och med The Beatles (John Lennon, Paul McCartney, George Harrison och Ringo Starr).
Filmen visades första gången på BBC1 den 26 december 1967 och fick då dåliga recensioner av både kritiker och publik. Detta anses ha varit Beatles första riktiga flopp sedan genombrottet 1963. Det brukar ofta framhållas att en av anledningarna till det dåliga mottagandet var att BBC visade filmen i svartvitt trots att man redan börjat med färgsändningar enligt PAL-systemet. Men enbart en liten minoritet hade möjlighet att se färg-TV vid denna tid. Så även om programmet sänts i färg skulle de allra flesta ha sett det i svartvitt.
Den dåliga kritiken i Storbritannien fick till följd att Sveriges Radio (nu Sveriges Television) ställde in sin planerade sändning kring jul-nyår 1967–68. Först 2012 visades filmen i svensk TV.

## Musik i filmen
1. Magical Mystery Tour
2. The Fool on the Hill
3. Flying
4. I Am the Walrus
5. Blue Jay Way
6. Your Mother Should Know
7. Hello, Goodbye (finalen, spelas under sluttexterna)
8. Death Cab For Cutie (skriven av Vivan Stanshall/Neil Innes och framförs av deras band Bonzo Dog Doo-Dah Band)
9. All My Loving (som bakgrundsmusik)
10. She Loves You (spelas under ett maratonlopp med en karnevalsliknande orgel)